# Lexware
Lexware ist ein 1989 in Freiburg im Breisgau gegründeter deutscher Anbieter von kaufmännischen Softwarelösungen für Selbständige, Freiberufler sowie kleine und mittelständische Unternehmen. Seit 1993 gehört Lexware zur Haufe Group und firmiert als Haufe-Lexware GmbH & Co. KG. 

Lexware-Gebäude in Freiburg

## Geschichte
1989 wurde das Unternehmen unter dem Namen Abakus Gesellschaft für Softwareentwicklung der rechts- und steuerberatenden Berufe von Axel Wessendorf gegründet. Wessendorf verkaufte seine Anteile 1997 an den Rudolf Haufe Verlag (heute Teil der Haufe Group). Mit der Markteinführung des ersten Produkts „Voyage“ für die Reisekostenabrechnung änderte sich auch der Name der Gesellschaft in Lexware.
Über die 1990er Jahre hinweg entwickelte Lexware sich ergänzende Softwaremodule rund um Finanz-, Lohn- und Anlagenbuchhaltung sowie die Warenwirtschaft. Daneben bot Lexware mit dem Programm TAXMAN Software für die Einkommensteuererklärung an. 1993 wurde Lexware vom damaligen Rudolf Haufe Verlag gekauft und gehört zur Haufe Group. 
1999 ging Lexware mit Intuit Deutschland eine strategische Allianz ein und übernahm begrenzt auf Deutschland die Vermarktung der Produkte Quicken, QuickBooks (inzwischen umbenannt in Finanzmanager und büro easy plus) und QuickSteuer.
Seit 2001 sind die Schnittstellen zur elektronischen Kommunikation mit dem Finanzamt über ELSTER, für die Steuerberater über DATEV und seit 2004 auch mit den Krankenkassen über dakota verfügbar.
2004 wurde die Lexware Akademie mit Fachschulungen, Online-Schulungen, Jahrestagungen und Inhouse-Trainings gegründet.
Zwischen 2011 und 2012 entwickelte Lexware die Online-Lösung Lexware Office, welche mit 800 Unternehmen nach dem Crowdsourcing-Prinzip entwickelt wurde. Zur Bedürfnisanalyse der Unternehmen kam unter anderem auch die Design Thinking zum Einsatz.
2015 führte Lexware für seine kaufmännischen Desktop-Produkte das Software-Abo ein. Während der Abo-Laufzeit erhalten Anwender ohne zusätzliche Kosten alle neuen Versionen direkt im Programm.
Seit 2019 stellt Lexware die kaufmännischen Software-Lösungen nur noch als Download zur Verfügung. Neue Versionen werden im Rahmen des Abos direkt in der Software bereitgestellt.
Seit 2025 sind Christian Steiger und Carsten Block Geschäftsführer.

## Portfolio
Über eine Million Nutzer setzen die Business- und Cloudlösungen für Selbstständige, Freiberufler, Gründer und kleine und mittlere Unternehmen (KMU) ein.
Bei der Produktentwicklung setzt Lexware auf Kundenzentrierung und nutzt die Möglichkeiten neuer Technologien, um die Lösungen einfach handhabbar zu gestalten.
Neben der Software bietet Lexware Unternehmer- und Branchen-Wissen  sowie Schulungen in der Lexware Akademie. Für Fragen und Anwenderberatung existiert das Lexware Forum.  Ein Netzwerk aus 350 Lexware Partnern (wie z. B. IT-Fachhändler und Systemhäuser) bietet Anwendern in ganz Deutschland Services und unterstützt vor Ort bei der Auswahl und Implementierung der Software.
Zusätzlich bietet Lexware mit der Online-Buchhaltungslösung Lexware Office eine Cloud-native Softwarelösung zur Automatisierung aller anfallenden Geschäftsprozesse.
2025 hat Lexware Office einen Kundenstamm von über 350.000 Unternehmen und ist Marktführer für Online-Buchhaltungssoftware. Lexware Office ist die erste TÜV Rheinland-zertifizierte Cloud-Buchhaltungslösung.
Mit der Cloud-nativen Softwarebasis und API-Struktur lassen sich Apps und Partneranwendungen integrieren. 